# Berberosaurus
Berberosaurus là một chi khủng long, được Allain Tykoski Aquesbi Jalil Monbaron D. A. Russell & Taquet mô tả khoa học năm 2007.